# Lorenzo Respighi
Lorenzo Respighi foi um astrónomo italiano (7 de Outubro de 1824, Cortemaggiore, Província de Piacenza, 1889, 10 de Dezembro)
Foi director do Observatório Pontifício de Campidoglio e fez investigações sobre a cintilação de estrelas. É autor de Viaggio scientifico nelle Indie Orientali, Catalogo delle declinazioni di 2534 estelle, etc.